# Isis (DC Comics)
Isis, il cui vero nome è Adrianna Tomaz, è una supereroina della DC Comics, così come la dea egizia omonima anche lei vivente nell'Universo DC. La super eroina è un personaggio modellato molto strettamente sulla figura della protagonista di The Secret of Isis, un programma americano del sabato mattina che servì da seconda metà del The Shazam!/Isis Hour. Il personaggio televisivo comparve in numerose pubblicazioni DC Comics dei tardi anni ’70.
Il personaggio più recente fu introdotto nell’Universo DC nel 2006 come controparte femminile del personaggio di Black Adam, una parte dei personaggi della Famiglia Marvel. Il personaggio della dea egiziana fu descritta invece nei fumetti di Wonder Woman. In ogni caso, la versione super eroica di Isis ebbe origine nella serie televisiva mattutina The Secret of Isis.
Programmi televisivi più recenti hanno introdotto personaggi ispirati alla figura di Isis. La serie televisiva del 2000 Smallville descrisse Isis come la forma super eroistica assunta da Lois Lane (Erica Durance) quando fu posseduta dall’Amuleto di Isis in un episodio, mentre Erica Cerra interpretò l’egittologa Adrianna Tomaz.
Nella serie televisiva del 2016 Legends of Tomorrow è presentata una versione di Isis di nome Zari Adrianna Tomaz (interpretata da Tala Ashe). Questa versione è stata raffigurata come un’abilissima hacker musulmana-americana del futuro con i poteri del vento derivanti da un amuleto e senza nome in codice.

## Biografia del personaggio

### Andrea Thomas e la serie televisiva del sabato mattina
Come il protagonista della prima metà del programma, Capitan Marvel, Isis aveva le sue origini nell’antica mitologia egiziana. The Secret of Isis aveva per protagonista Joanna Cameron nei panni di Andrea Thomas, un’insegnante di scienze in una scuola superiore che ottenne l’abilità di chiamare a sé i poteri della dea Iside dopo aver trovato un amuleto egiziano durante uno scavo archeologico in Egitto (tutto ciò fu rivelato solo durante i crediti di apertura; non fu prodotto nessun “episodio di origine”). Furono prodotti quindici episodi di The Secret of Isis per l'ora di The Shazam!/Isis Hour, e il personaggio comparve anche in tre episodi della serie Shazam!. Alla serie The Secret of Isis fu dato esattamente il suo orario di messa in onda nel 1977, per cui furono girati altri nuovi sette episodi insieme al riproponimento delle prime due stagioni.
Isis comparve successivamente in forma animata nello show del 1980 Tarzan and the Super 7 della Filmation, come parte del segmento chiamato The Freedom Force. Successivamente comparve nel segmento Hero High della serie animata The Kid Super Power Hour with Shazam! Cameron non partecipò a queste produzioni in quanto altri attori ne assunsero i ruoli.

#### Poteri e abilità
Isis dimostrò numerosi poteri che si manifestarono quando ci fu bisogno. Questi inclusero volo, super velocità e super forza (a un livello paragonabile a quelli di Superman e Wonder Woman), l'abilità di far levitare oggetti, l'abilità di trattenere elementi come rocce e acqua, l'abilità di cambiare le molecole di oggetti inanimati per permettere alle persone di passarci attraverso, l'abilità di fungere da asta parafulmine umana, vista remota, e (al massimo del suo potere) l'abilità di fermare e invertire il tempo. Per attivare questi poteri, solitamente Isis recitava un canto in rima (il più frequente dei quali era “Oh venti di zaffiro che soffiate alti, sollevatemi ora così posso volare!”). Il medaglione utilizzato da Andrea Thomas per cambiarsi in Isis le forniva dei poteri limitati anche nella sua forma umana, in quanto poteva comunicare telepaticamente con il suo corvo domestico Tut e controllare la mente altrui in maniera limitata anche senza trasformarsi. Ebbe un addestramento superiore nel combattimento corpo a corpo e nell'uso delle armi dalla dea.

#### Interessi romantici
L'interesse romantico di Andrea/Isis fu il collega insegnante Rick Mason (anche se questa relazione fu implicita più che espressamente confermata – i due personaggi furono semplicemente visti godere della compagnia reciproca in diversi episodi: come i pic-nic, le passeggiate a cavallo, e cene insieme). Come nel classico esempio di Lois Lane, Mason rimaneva ovviamente all'oscuro delle somiglianze tra Andrea e Isis, al di là di alcune speculazioni oziose nei primi episodi. In un episodio (“The Seeing Eye Horse”) un personaggio cieco capì che Isis e Andrea avevano voci simili, ma in ogni altro caso la serie non esplorò mai il dilemma dell'identità segreta in modo serio. Durante la breve seconda stagione, avvennero cambiamenti di cosmetica al personaggio di Isis in termini di trucco e acconciatura.

#### Prima comparsa nei fumetti
La prima comparsa di Isis nei fumetti avvenne in Shazam! n. 25 (settembre-ottobre 1976). Nel mese successivo le fu dedicato una serie a fumetti basata sulla serie televisiva, dal titolo The Mighty Isis, che durò due anni. La serie di otto numeri diretta da DC Comics cominciò in ottobre (1976) e terminò a gennaio (1979). Tutte le storie videro protagonista il personaggio televisivo di Andrea Thomas. Il fumetto fu pubblicato da Denny O’Neil, scritta da Jack C. Harris e, nella maggior parte dei numeri, illustrato da Mike Vosburg (il primo numero fu illustrato da Ric Estrada e Wallace Wood). Come gli altri personaggi DC Comics che furono reinventati, si può presumere che questa versione di Isis, anche se non menzionata o comparente in Crisi sulle Terre infinite, fu retcon-nessa fuori dall'esistenza dopo la miniserie DC del 1985.

#### Come una dea all'interno dell'Universo DC
Nel gennaio 2002, la DC Comics reintrodusse la dea Isis come uno degli dei capi venerati dalle Amazzoni di Bana-Mighdall nei fumetti di Wonder Woman. Anche se questa tribù fu introdotta nel 1989, i loro dei non furono mostrati fino al 2002. La sua introduzione la presentò in un abito bianco senza maniche standard e un'acconciatura egiziana contenente il suo simbolo di riconoscimento. Successivamente, i vari dei Amazzoni furono illustrati in comparse più moderne. Dopo di ciò, Isis fu quindi mostrata indossante un abito da lavoro nero con gonna, lunghi capelli neri dritti e una collana contenente un Ankh.

#### Adrianna Tomaz

##### 52
La super eroina Isis fu reintrodotta nell'Universo DC nel fumetto settimanale 52. In questa serie, una donna egiziana di nome Adrianna Tomaz (omaggio al personaggio di "Andrea Thomas") è una rifugiata fatta schiava e portata a Black Adam come dono dell'Intergang insieme a due milioni di dollari statunitensi in oro. Dopo averla liberata e ucciso i due emissari che gliel'hanno portata, Black Adam la trovò senza paura e la ascoltò quando, a gran voce, gli spiegò come poteva cambiare il suo paese in meglio.
Dopo settimane di discussioni, durante le quali Adrianna cambiò il modo in cui Black Adam guardava al mondo e lo ispirò a compiere atti di generosità, Adam ritrovò il magico amuleto di Isis nella tomba di sua moglie e dei suoi figli, e chiese a Capitan Marvel, ora Custode della Roccia dell'Eternità, di conferire il suo potere ad Adrianna. L'"Amuleto di Isis" appartenne tempo fa ad un altro campione del Mago Shazam, la Regina Faraona Hatshepsut della XVIII dinastia egizia, che lo utilizzò per portare pace nel suo regno. Dopo la morte di Hatshepsut l'amuleto divenne dormiente.
Reggendo l'amuleto e dicendo “Io sono Isis”, Adrianna fu trasformata e insignita dei poteri della dea. Lei e Adam, quindi, cominciarono a viaggiare per il Medio Oriente e liberarono bambini schiavizzati, sperando di trovare il fratello rapito di Adrianna. Nella sedicesima settimana della serie, Adam si propose in matrimonio ad Isis, offrendole il gioiello che Cesare diede a Cleopatra; furono sposati da Capitan Marvel, che invocò le divinità di tutti gli Universi e tutti i pianeti. L'Intergang tentò invano di rovinare le nozze tramite l'esplosione di un kamikaze. Altri personaggi “Shazam!” parteciparono alla cerimonia, e Mary Marvel, Capitan Marvel Jr., Zio Marvel e Rosso Boccalarga parteciparono come membri del matrimonio. Isis ebbe un'influenza calmante su Black Adam, trasformandolo dal dittatore senza scrupoli a una figura più benevolente.
Questa incarnazione di Isis ebbe poteri simili a quelli di Black Adam: poteva anche guarire da ferite di quasi ogni entità. Ebbe il controllo sulla natura, relativa al suo umore: la pioggia cadeva quando si sentiva triste, anche emotivamente, e i fiori sbocciavano quando era felice. La sua prima trasformazione avvenne pronunciando la frase “Io sono Isis”, ma le successive trasformazioni avvennero con la frase “Oh, Possente Isis”.
Alla fine, Adrianna riuscì a localizzare suo fratello Amon, che fu torturato e reso zzoppo da Whisper A’Daire per essersi rifiutato di abbracciare la religione criminale dell'Intergang e aver tentato più volte l'evasione. Isis fermò Black Adam dal vendicarsi sui membri dell'Intergang, e non fu in grado di guarire le ferite di Amon in quanto troppo profonde e complesse. Black Adam chiese ad Amon di dire il suo nome: una volta fatto, Amon fu colpito dal fulmine magico di Shazam e trasformato in Osiris. Riunita con suo fratello, Isis decise di cambiare il mondo cominciando dalla Cina. Osiris la convinse anche a cambiare la percezione pubblica della Black Marvel Family. Isis persuasò Black Adam ad unirsi a loro in uno smascheramento pubblico delle loro identità segrete e una dichiarazione pubblica delle loro buone intenzioni future. I Marvel Neri sconfissero il demone Sabbac ad Halloween, quando cercò di sacrificare dei bambini a Neron, incrementando così la loro popolarità. Durante una cena di beneficenza con la Signora Sivana, Osiris divenne amico di un coccodrillo umanoide che fuggì dai laboratori di Sivana.
Amanda Waller non fu convinta delle buone intenzioni dei Marvel Neri, e formò una nuova Squadra Suicida. Inviò il Persuasore ad attaccare Isis con la sua ascia radioattiva. Osiris si precipitò ad aiutarla, e tagliò il Persuasore in due. Osiris rimase sconvolto dall'uccisione involontaria, e Isis lo portò subito via dalla scena. Prove fotografiche dell'incidente rivoltarono l'opinione pubblica contro la Black Marvel Family. Osiris credette che i suoi poteri lo resero malvagio, e incolpò Black Adam. Una serie di eventi calcolati messi in atto dall'Intergang, guidarono Osiris alla sua morte per mano di Sobek. I Marvel Neri si batterono contro i Quattro Cavalieri dell'Apocalisse, manifestati in forma fisica e controllati dall'Intergang e dal Dottor Sivana.
Isis morì quando fu infettata dalle malattie del Cavaliere Pestilenza quando tentò di difendere Adam dal Cavaliere Morte. Prima di morire, Isis disse ad Adam che aveva sbagliato nel cercare di cambiarlo, e lo pregò di vendicare la sua morte e quella di Osiris. La strada di vendetta presa da Adam istigò la Terza Guerra Mondiale. Numerose settimane dopo, un individuo non identificato prese l'amuleto di Isis; Adrianna comparve intrappolata all'interno di esso.

##### Un Anno Dopo
In Black Adam: The Dark Age, Adam (ora sotto il suo alias civile “Teth-Adam”) entra in Kahndaq sotto falso nome, e prese le spoglie di Isis nonostante una sparatoria nella quale quasi tutti i suoi uomini rimangono uccisi. Sulle montagne fu costretto a mangiare il suo servo Hassan che si offrì a lui. Non notò di aver lasciato cadere una delle dita e il suo anello alla tomba, e quindi la resuscitò con il Pozzo di Lazzaro. La resurrezione, però, ebbe breve durata in quanto Adam la uccise di nuovo quando vide che il suo corpo cominciò a marcire nel momento in cui tornò in vita. Le sue ossa furono quindi spostate alla torre di Dottor Fate, dove, con l'assistenza di Felix Faust, Adam li trasformò in condotti magici con cui incanalare in sé stesso i poteri divini presi direttamente dal cadavere di Isis. Teoricamente, Isis poteva ancora essere resuscitata, ma ogni volta che Adam traeva potere da lei, le sue ossa diventavano sempre più fragili, compromettendo così ogni tentativo di resurrezione. Faust rivelò che era sempre l'amuleto di Isis che poteva resuscitarla, e che Mary Marvel e Capitan Marvel Jr. l'avevano rotto in quattro parti e sparpagliati per il globo. Si venne poi a sapere che il frammento mancante del suo corpo, ragione per cui fallì il tentativo al Pozzo di Lazzaro, era in possesso di Albert Rothstein, che lo trovò quando la Justice Society investigò sulla tomba. Albert incontrò Black Adam e glielo restituì.
Alla fine, Black Adam riuscì a trovare i pezzi dell'amuleto e li riunì insieme allo scheletro ormai integro. L'incantesimo sembrò rinculare, risultando nella resurrezione di un cadavere marcescente e dinoccolato. Ci fu una seduta spiritica nella quale Isis dichiarò eterno odio verso il marito, prima di ritornare alla morte. Black Adam se ne andò gravido di colpa, vuoto, e rabbia; quindi Faust cominciò il vero rito, avendo mostrato a Black Adam lo scheletro di Ralph Dibny come mezzo per nascondere il vero scheletro di Isis, potendo così incolpare le sue condizioni di marciume su Black Adam e l'abuso dei loro poteri adesso condivisi. Infine, Isis fu riportata in vita, anche se costretta da un potente incantesimo che le drenò la volontà e la rese a una cieca obbedienza. Ora nientemeno che un mero pupazzo nelle mani di Faust, la magia di Isis fu utilizzata per liberarlo dalla sua prigione nella torre di Dottor Fate creando un portale magico attraverso uno dei muri della torre. Quindi, Faust la trascinò verso un nascondiglio, dove fu fortemente implicito che assalì sessualmente la paralizzata Isis.
Successivamente, Black Adam, ancora in lutto, trovò dei fiori sanguinanti che germogliavano nel santuario della loro famiglia. Lo prese per un segno che Isis cercava di comunicare con lui, cosa che divenne palese quando trovò un enorme mazzo di fiori che formavano il simbolo del fulmine magico di Shazam, la cui punta puntava nella direzione in cui Adam la avrebbe trovata. Finalmente, Adam riuscì a trovare sia Faust che Isis, e costrinse Faust a liberarla dal suo controllo. La nuova Isis fu meno clemente e disposta al perdono di quanto fosse prima, e castrò Faust per aver abusato di lei. Riuniti, Adam ed Isis volarono alla Roccia dell'Eternità, dove bandirono Capitan Marvel sulla Terra nelle vesti del suo alter ego umano Billy Batson, quando Isis lo trasformò dicendo “Shazam” da un libro di incantesimi, e cominciando a mettere in moto un piano per “ripulire la Terra” dal male a loro modo, addirittura reclutando Mary Marvel nella loro crociata. La Justice Society giunse alla Roccia dell'Eternità, in aiuto di Billy, ma fu attaccata da Isis che gettò Jay Garrick nella nebbia che copriva la Roccia, dalla quale non c’è via di scampo. Durante la battaglia, i combattenti finirono in Khandaq, dove il popolo pregava per il ritorno di Black Adam. Isis uccise molti dei loro seguaci, affermando che fossero stati contaminati da questa nuova Terra. Black Adam cercò di proteggere la sua gente, ma fu attaccato da Mary e da Billy, quest’ultimo corrotto dal potere di Mary. A questo punto, Jay Garrick comparve con lo spirito del padre di Billy, e Shazam, il quale aiutò Jay a riprendersi dalla Roccia della Finalità. Adam fu convinto a restituire il suo potere a Shazam, così che potesse salvare Isis dalla corruzione. Shazam fu liberato dalla sua forma di pietra, e in cambio prese i poteri di Mary, Billy e Isis, e trasformò Adrianna e Teth-Adam in statue. Qualche tempo più tardi, una figura ombrosa comparve presso le statue nella scarica di un fulmine, volendo essere per loro un “campione”.

##### Nel Giorno Più Splendente
Dopo gli eventi de La notte più profonda, Osiris fu resuscitato dall'Entità del Corpo delle Lanterne Bianche, e fece ritorno in Khandaq, giurando di riportare il regno alla sua precedente prosperità. Osiris prese i corpi pietrificati di Adam e Isis e volò verso una destinazione sconosciuta. Nonostante i suoi sforzi, Osiris non fu in grado di riportare Adam e Adrianna al loro stato vivente, quindi si alleò con Deathstroke e il suo nuovo gruppo di Titans dopo che gli fu detto che il mercenario poteva aiutarlo a riportare in vita la sua famiglia. Quindi sia Adam che Adrianna furono portati nella base di operazione di Deathstroke, il Labirinto.
Si venne poi a sapere dall'Entità che Osiris fu resuscitato espressamente con lo scopo di salvare Adrianna dal suo destino. Durante un combattimento con un capo della droga di nome Elijah, Osiris ebbe una visione di Isis dopo essere stato addormentato dal criminale Pisces. Nel sogno, gli fu detto che era il responsabile della morte di Ryan Choi, che al fine di liberare Isis, avrebbe dovuto uccidere altre persone. Osiris fulminò accidentalmente Elijah dopo essersi svegliato dal sonno indotto e aver gridato il nome “Isis”. Tornato a casa, scoprì che alcune crepe comparvero sulla statua di Isis. Quindi, suppose che fosse stata la morte di Elijah ad aver creato le crepe, e affermò che avrebbe veramente dovuto uccidere più persone per liberare Isis dalla sua prigione. Uccise una guardia del Manicomio di Arkham utilizzando il suo fulmine magico dicendo “Isis” di nuovo, anche se non gradì di doverlo fare, infatti appena prime disse “Grande Ra, perdonami”. Dopo aver eliminato due rapinatori di banche, Osiris si scontrò con Freddy Freeman. In qualche modo, Osiris fu in grado di rubare il potere di Freddy e donarlo ad Isis. Tuttavia, le prime parole di Isis, una volta sveglia e riunita a suo fratello, furono “Che cosa mi hai fatto?”. Si scoprì che gli omicidi commessi da Osiris in nome di Isis avevano corrotto la sua anima, causando uno spostamento a caso tra la sua personalità caritatevole, e premurosa e quella crudele e senza scrupoli. Quando Osiris le diede le spalle, Isis si liberò dal Labirinto. Libera, diede libero sfogo al suo lato malvagio, incapace di fermarsi dall'utilizzare la natura per cercare di distruggere il mondo. Disperata, cercò di suicidarsi tramite il lampo magico, ma Osiris le fece da scudo con il suo corpo. Quando si svegliarono, Isis scoprì che la corruzione era scomparsa, ma sentì che era passata ad Osiris, e questo la preoccupò.
Fu rivelato dall'Entità che Isis fu riportata in vita perché sarebbe stata l'unica che avrebbe aiutato Swamp Thing.
Successivamente, Isis aiutò suo fratello Osiris a fermare i soldati Quracheni che attaccarono il Khandaq. Isis scoprì così che Osiris era diventato più violento, uccidendo i soldati. Quando la Justice League attaccò i Titans di Deathstroke, fu fermata da Isis, che li costrinse a lasciare il Khandaq all'instante. Dichiarò il suo governo sul Khandaq, e ritirò il paese dalle Nazioni Unite, affermando che avrebbero messo fuori legge gli stranieri e che non avrebbero riconosciuto nessun potere tranne il proprio, e che ogni intrusione avrebbe incitato la Terza Guerra Mondiale. L'unica opzione della League fu quella di ritirarsi, così come per i Titans di Deathstroke. Infine, Isis disse ad Osiris che non era più in benvenuto in Khandaq a causa della sua sete di sangue.

##### The New 52
Nel settembre 2011, la continuità della DC ebbe un reboot con The New 52. In questa nuova linea temporale, Adrianna Tomaz è una giovane donna che, combattendo pacificamente contro il governo malvagio del Khandaq, entra in opposizione di suo fratello Amon, che diviene parte del gruppo terrorista dei Figli di Adam. Tuttavia, dopo che Amon fu ucciso dalle forze del Khandaq e Adrianna fu costretta a resuscitare Black Adam, la ragazza decise di seguire la strada della violenza, con una voce sconosciuta che le disse che era stata scelta per sostenere il potere.

## Poteri e abilità
Al fine di cambiare forma, Adrianna deve pronunciare la frase “Io sono Isis”, invocando di conseguenza l'incantesimo che coinvolgeva le energie dell'essere extra-dimensionale una volta nota sulla Terra come Isis. Questo incantesimo aggiunge quasi 50 chilogrammi di temprati muscoli e tessuti divini alla sua struttura. L'incantesimo sembrerebbe essere soltanto vocale; non può accedervi se imbavagliata o impedita in qualche modo nel parlare. La precisione di questo incantesimo è in qualche modo trasversale: tutto ciò che Adrianna deve dire è “Io sono Isis” e viene magicamente trasformata e infusa con i poteri degli dei. Fu successivamente scoperto che i poteri che Adrianna riceveva da Isis erano quelli degli otto più potenti dei egiziani. Quando i suoi poteri erano posseduti da Black Adam, egli era in grado di battersi da solo contro i più grandi eroi della Terra. Quando Black Adam trasferì sia i suoi poteri che quelli di Isis a Mary, questa fu tranquillamente in grado di sopportare i raggi Omega di Darkseid.
Dopo la trasformazione, Adrianna ottiene abilità fisiche simili a quelle di suo fratello, di suo marito, e degli altri Marvel. Diventa superumanamente forte e facilmente capace di sollevare molto più di 100 tonnellate, mettendosi così allo stesso livello di Supergirl, Power Girl, Mary Marvel, Donna Troy, Big Barda e Wonder Woman. Diventa anche incredibilmente resistente e non può essere ferita dalla forza fisica a meno che l'essere con cui si scontra non sia più forte di lei. È totalmente a prova di proiettile e di armi affilate, che si infrangono contro la sua pelle. È superumanamente veloce, in grado di muoversi a velocità superiore a Mach 10 sulla Terra. Possiede anche riflessi e agilità superiori a quelli dei comuni mortali, o addirittura ad altri super umani. Isis è anche in grado di volare magicamente ad incredibile velocità e può volare intorno al pianeta nel giro di pochi minuti. Come gli altri Marvel, Isis possiede un immenso grado di intelligenza superumana, permettendole di risolvere i problemi più complicati in un attimo. A differenza degli altri Marvel, però, il potere di Isis si concentra sulla natura. Ha potere sull'acqua, fuoco, terra, aria ed elettricità e può controllare il clima atmosferico e la lava dentro la terra. Questi poteri sono collegati alle sue emozioni. Quando piange, comincia a piovere e quando si arrabbia, delle rose enormi sgretolano i palazzi intorno a lei. In parole povere, Isis è la natura e può controllarne ogni aspetto. In aggiunta alla sua manipolazione dei materiali naturali, Isis possiede il potere della telecinesi, permettendole di sollevare oggetti, espandere raggi di forza telecinetica, e creare scudi telecinetici. Le energie divine sono in grado di farla guarire da quasi ogni singola ferita che le viene inferta (anche se è morta in precedenza) con velocità impressionante. Utilizzando un secondo amuleto, Isis è in grado di raggiungere la chiaroveggenza, ed è in grado di prevedere gli eventi che accadono nel presente in luoghi remoti. Non può utilizzare questo potere per vedere nel passato e nel futuro, però. A causa della sua morte e successiva resurrezione, Isis ebbe qualche problema a controllare i suoi poteri per qualche tempo. Affermò che fu perché la Natura l'aveva giudicata un soggetto fallito, ma qualche tempo dopo riottenne il pieno controllo.

## Altre versioni
Nella linea alternativa di Flashpoint, Isis viene menzionata da suo fratello Osiris, credendo che fu uccisa nel corso della guerra tra gli Atlantidei e le Amazzoni. Si venne poi a sapere che Isis era tenuta prigioniera da Outsider perché Black Adam gli vendesse il suo paese, il Khandaq. Outsider quindi sparò a Black Adam e lo gettò giù dal suo treno, tenendo Isis per sé come trofeo/prigioniera.

## Altri media

### Cinema
Adrianna Tomaz compare nel film del DC Extended Universe Black Adam (2022), interpretata da Sarah Shahi.

### Televisione
- La versione super eroica di Isis ebbe origine nel programma televisivo del sabato mattina The Secrets of Isis, prodotto dalla Filmation e trasmesso sulla CBS, sia come parte del The Shazam!/Isis Hour che di una sua serie singola, dal 1975 al 1977. Fu interpretata da Joanna Cameron.
- La versione super eroica del personaggio comparve nell'episodio “Iside” della decima stagione della serie televisiva Smallville. Questa versione del personaggio comparve quando Lois Lane (Erica Durance) venne posseduta dall'amuleto di Isis. Ci fu anche un omaggio all'identità segreta del personaggio dei fumetti e dello show televisivo The Secret of Isis[23]. Erica Cerra interpretò il personaggio di nome “Adrianna Tomaz”, che (come la Andrea Thomas di The Secret of Isis) è un'egittologa e curatrice del Metropolis Museum.
- Nell'episodio “Il potere della magia” della serie animata Young Justice, Zatanna chiama a sé lo spirito di Isis perché le doni il potere di liberare Blue Beetle e Green Beetle dal controllo dei Reach.
- Zari Adrianna Tomaz compare regolarmente nella serie della CW Legends of Tomorrow, comparendo per la prima volta nell'episodio “Zari” della terza stagione, e interpretata dall'attrice Tala Ashe. Zari è una hacker informatica musulmana-americana dell'anno 2042, un futuro dove l'autoritario A.R.G.U.S. bandì la religione e l'attività metaumana. Ottenne il suo potere telecinetico da un totem simile a quello posseduto da Amaya Jiwe/Vixen. Prima di Zari, il totem apparteneva a suo fratello che operava come agente anti-A.R.G.U.S. e che fu ucciso per la sua resistenza. Dopo essersi unita alle Leggende, Zari sperò di poterlo salvare e non comprese il motivo per cui la squadra si preoccupasse solo di sistemare il tempo invece di migliorarlo. Il Capitano Sara Lance/White Canary le spiegò che il tempo è delicato e non ci si dovrebbe immischiare, condividendo con lei il dilemma di non essere in grado di salvare sua sorella. L'episodio “Il loop temporale” è un “episodio in bottiglia” dove Zari impara di più sulle Leggende e diventa un membro ufficiale della squadra.

### Videogiochi
- Isis compare nel videogioco MMORPG DC Universe Online, doppiata dall'attrice Samantha Inoue-Harte. Felix Faust inganna Black Adam donandogli i suoi poteri così da poter resuscitare Isis come zombie. Faust fuggì, e i giocatori sconfiggono Isis anche se Black Adam giura di farla pagare a Faust per il suo tradimento e che i giocatori pagheranno per aver rimandato Isis tra i morti.
- Isis compare nel finale di Black Adam in Injustice: Gods Among Us. Black Adam ritornò in Khandaq dopo aver sconfitto un Superman totalitario, e decise con la sua Regina Isis di separare magicamente il Khandaq dal resto del mondo.
- Isis comparve nel finale di Black Adam in Injustice 2. Quando Isis cade vittima dell'attacco di Brainiac alla Terra, Black Adam portò il suo corpo al Pozzo di Lazzaro da qualche parte in Khandaq dove incontrò Ra's al Ghul, che gli permise di utilizzare il Pozzo in cambio della sua partecipazione ai suoi piani.

## Pubblicazione di DVD
I fan delle serie TV, con supporto di Joanna Caeron, chiesero la pubblicazione delle serie su DVD per tanti anni. La BCI/Ink and Paint rilasciarono tre set di DVD contenenti il personaggio TV di Isis:
- Space Sentinels/The Freedom Force – La serie completa – 22 agosto 2006
- Hero High – La serie completa – 22 maggio 2007
- The Secret of Isis – La serie completa su DVD – 24 luglio 2007

Nonostante confermasse il suo supporto per la pubblicazione dei DVD, Cameron non partecipò alla pubblicazione della nuova serie su DVD.